# 에조도롱뇽
에조도롱뇽(일본어: 蝦夷山椒魚 에조산쇼오[*])은 도롱뇽과 도롱뇽속에 딸린 도롱뇽의 일종이다. 일본 북해도 고유종이다.